# Freiburger Barockorchester
Freiburger Barockorchester (FBO) is een Duits muziekensemble dat gevestigd is in Freiburg im Breisgau. Dit orkest is gespecialiseerd in authentieke uitvoeringspraktijk en brengt voornamelijk muziek uit de 17e en 18e eeuw. Het wordt beschouwd als "een van de beste oudemuziekensembles ter wereld".

## Biografie
Op 31 januari 1985 besloten enkele oud-studenten van de Hochschule für Musik Freiburg om een ensemble op te richten, om de historisch geïnformeerde uitvoeringspraktijk diepgaand te bestuderen. Deze studenten kwamen voornamelijk uit de vioolklas van professor Rainer Kussmaul. Twee jaar lang kwamen ze tijdens weekends samen om te discussiëren, te oefenen op historische instrumenten, bronnenonderzoek te doen en bladmuziek te zoeken, om het repertoire en de praktijk van oude muziek te verkennen. Extra strijkers en een klavecinist voegden zich bij hen. Aanvankelijk spelen ze concerten onder de naam Hortus Musicus, maar op 8 november 1987 spelen ze als Freiburger Barockorchester een concert in de Burgheimkerk in Lahr.
Medeoprichter en lid van het ensemble Thomas Hengelbrock wordt hun eerst dirigent, maar blijft tegelijk ook viool spelen tijdens concerten. Hij is artistiek directeur van het ensemble tot 1997, samen met violist Gottfried von der Goltz. Daarna neemt Von der Goltz de leiding op zich, samen met violiste en medeoprichtster Petra Müllejans. In 2017 draagt Müllejans haar taak over aan toetsenist Kristian Bezuidenhout. In 2023 wordt die op zijn beurt opgevolgd door de Nederlandse violiste Cecilia Bernardini.
Het orkest bestaat uit 29 muzikanten, die ook allemaal aandeelhouders van het gezelschap zijn. Naast barokmuziek staan ook werken uit de klassieke en romantische tijdperken op hun programma.
In 1988 concerteert het ensemble voor de eerste keer in Berlijn, in de Berliner Philharmonie, waarna ze landelijke bekendheid verwerven. In 1989 treden ze voor het eerst buiten Duitsland op; namelijk in Amsterdam. In 1991 staan ze voor de eerste keer op de planken in de Singel in Antwerpen. Samen met het Nederlands Kamerkoor brengen ze er werk van Bach. In 2000 staat daar opnieuw Bach op het programma, onder leiding van dirigent Philippe Herreweghe en met vocale begeleiding van Collegium Vocale Gent. In 2008 brengen ze Giulio Cesare in Egitto van Händel in De Munt, met dirigent René Jacobs. In 2015 brengen ze in Bozar te Brussel, opnieuw onder leiding van René Jacobs, de opera Il Barbiere di Siviglia van Giovanni Paisiello.
In 1992 trekt het FBO voor drie concerten naar San Antonio in Texas, waarmee ze hun debuut maken in de Verenigde Staten.
In 2009 wordt het FBO als eerste barokorkest uitgenodigd om de prestigieuze Salzburger Festspiele te openen. Ze brengen er de opera Theodora van Händel, onder leiding van Ivor Bolton en met de stemmen van oa. Christine Schäfer, Bejun Mehta en Bernarda Fink.
In 2020 wordt het tweehonderdvijftigste geboortejaar van Ludwig van Beethoven gevierd in Het Concertgebouw te Amsterdam, waarbij vier gespecialiseerde orkesten binnen één week de negen symfonieën van de componist uitvoeren. Het Freiburger Barockorchester neemt de Vijfde en de Zesde symfonie voor zijn rekening, terwijl de andere gespeeld worden door Orkest van de Achttiende Eeuw (nrs. 1, 3 en 9), Orchestre des Champs-Elysées (nrs. 2 en 4) en het Orchestra of the Age of Enlightenment (nrs. 7 en 8).
Het FBO trad reeds op in internationale concertzalen zoals Wigmore Hall in Londen, Lincoln Center in New York, Palau de la Música Catalana, Kölner Philharmonie, Wiener Musikverein en Philharmonie de Paris. Ze werkten samen met gast-dirigenten als Lionel Meunier, Pablo Heras-Casado, Ton Koopman, Masaaki Suzuki en Trevor Pinnock en met muzikanten als Christian Gerhaher, Philippe Jaroussky, Cecilia Bartoli,  Thomas Quasthoff, Andreas Staier, Alexander Melnikow, Isabelle Faust en Hille Perl. Ze waren te gast op festivals als de Salzburger Festspiele, Tanglewood Festival en Innsbrucker Festwochen der Alten Musik.
Onder de naam Freiburger BarockConsort speelt een afsplitsing van het ensemble kamermuziek uit de 17e en 18e eeuw. Hun repertoire omvat onder meer werken van Heinrich Ignaz Franz Biber, Johann Heinrich Schmelzer en Antonio Bertali. Ze werkten een aantal keren met vocaal ensemble Vox Luminis en namen oa. Requiem van Biber op, met dirigent Lionel Meunier, dat in 2020 op cd uitgebracht werd door Alpha Classics.
Sinds mei 2012 is het ensemble gehuisvest in het Ensemblehaus Freiburg.

## Discografie (selectie)
- J.S. Bach: Hamburger Sinfonien WQ 182, 3 & 4 & 5 - Concerti WQ 165 & 43,4 - Freiburger Barockorchester, Andreas Staier, Hans-Peter Westermann, Thomas Hengelbrock (1990 - Harmonia Mundi, CD).[27]
- Henry Purcell: Instrumental Music - The Fairy Queen - Dido And Aeneas - King Arthur - Abdelazer - Freiburger Barockorchester, Thomas Hengelbrock (1991 - Harmonia Mundi, CD).[28]
- Händel: Ottone - Re Di Germania - Nicholas McGegan, Freiburger Barockorchester (1992 - Harmonia Mundi, CD).[29]
- J. B. Bach: 4 Orchestral Suites - Freiburger Barockorchester, Thomas Hengelbrock (1993 - EMI Classics, CD).[30]
- Locatelli: Introduttioni Teatrali - Freiburger Barockorchester, Thomas Hengelbrock (1993 - Harmonia Mundi, CD).[31]
- Telemann: Suites (Overtures), Concerto E Minor - Freiburger Barockorchester, Gottfried Von Der Goltz (1994 - Harmonia Mundi, CD).[32]
- Händel / Purcell: Suite From Dioclesian / Concerto Grosso Op. 6 No. 6; Il Duello Amoroso - Freiburger Barockorchester, Gottfried Von Der Goltz (1994 - Harmonia Mundi, CD).[33]
- Zelenka / Pisendel: Concerti Et Al. - Freiburger Barockorchester, Gottfried Von Der Goltz (1995 - Harmonia Mundi, CD).[34]
- Lorenzo Gaetano Zavateri: Zavateri Violin Concertos - Freiburger Barockorchester, Gottfried Von Der Goltz (1996 - Harmonia Mundi, CD).[35]
- J.S. Bach: Messe H-Moll / Mass B Minor BWV 232 - Balthasar-Neumann-Chor, Freiburger Barockorchester, Thomas Hengelbrock (1997 - Harmonia Mundi, CD).[36]
- J.S. Bach: Mein Herz Schwimmt Im Blut · Ich Habe Genung · Konzert Für Oboe Und Violine - Emma Kirkby, Katharina Arfken, Gottfried Von Der Goltz, Freiburger Barockorchester (1999 - Carus Records, CD).[37]
- Wilhelm Friedemann Bach: Concerti - Freiburger Barockorchester (2002 - Carus Records, CD).[38]
- Händel: Rinaldo - Dominique Visse, Freiburger Barockorchester, René Jacobs (2003 - Harmonia Mundi, CD).[39]
- Haydn: The Seasons = Les Saisons = Die Jahreszeiten - René Jacobs, Marlis Petersen, Werner Güra, Dietrich Henschel, RIAS-Kammerchor, Freiburger Barockorchester (2004 - Harmonia Mundi, CD).[40][41]
- Mozart: Don Giovanni - René Jacobs, Freiburger Barockorchester (2007 - Harmonia Mundi, CD).[42][43]
- Mozart: The Last Concertos - Andreas Staier, Lorenzo Coppola, Freiburger Barockorchester, Gottfried Von Der Goltz (2008 - Harmonia Mundi, CD).[44][45]
- Mozart: Idomeneo - Richard Croft, Bernarda Fink, Sunhae Im, Alexandrina Pendatchanska, Kenneth Tarver, Nicolas Rivenq, Luca Tittoto, RIAS Kammerchor, Freiburger Barockorchester, René Jacobs (Harmonia Mundi - 2009, CD).[46][47]
- Mozart: Piano Concertos K.453 & 482 - Kristian Bezuidenhout, Freiburger Barockorchester, Petra Müllejans (2012 - Harmonia Mundi, CD).[48]
- Beethoven: Leonore - Freiburger Barockorchester, René Jacobs (2019 - Harmonia Mundi, CD).[49][50]
- Biber: Requiem - Vox Luminis, Freiburger BarockConsort, Lionel Meunier (2020 - Alpha Classics, CD).[51][52]
- Carl Maria von Weber: Der Freischütz - René Jacobs, Freiburger Barockorchester (2022 - Harmonia Mundi, CD).[53][54]
- Schubert: Symphonies 5 & 7 ‘Unfinished’ - Freiburger Barockorchester, Pablo Heras-Casado (2023 - Harmonia Mundi, CD).[55][56]

## Onderscheidingen
- 2004 - Cannes Classical Award
- 2006 - Reinhold-Schneider-Preis der Stadt Freiburg.[57]
- 2006 - Europäischer Kammermusikpreis der Kulturstiftung Pro-Europa.
- 2007 - Classical BRIT Awards Critics Award.[58]
- 2007 - Deutscher Kritikerpreis Musik.
- 2007 - Opernwelt magazine Bestes Orchester des Jahres.
- 2007 - ECHO Klassik award Operneinspielung des Jahres, voor Mozarts La clemenza di Tito, met dirigent René Jacobs.[59]
- 2008 - Edison Classical Music Award voor de opera Don Giovanni van Mozart, met dirigent René Jacobs.[60]
- 2009 - Jahrespreis der Deutschen Schallplattenkritik voor Mozart's Idomeneo, met dirigent René Jacobs.[61]
- 2010 - Grammy nominatie voor Haydns Schöpfung, met dirigent René Jacobs.[62]
- 2011 - Gramophone award baroque instrumental disc voor Sei Concerti per il cembalo concertato van Carl Philipp Emanuel Bach.[63]
- 2012 - ECHO Klassik award Ensemble des Jahres award.[64]
- 2013 - ECHO Klassik award Konzerteinspielung des Jahres (categorie muziek van voor 1800).[65]
- 2014 - ECHO Klassik award Sinfonische Einspielung des Jahres voor Franz Schubert: Sinfonie 3 & 4.[66]
- 2015 - ECHO Klassik award Konzerteinspielung des Jahres (categorie muziek van voor 1900), met Isabelle Faust & Pablo Heras-Casado.[67]
- 2016 - ECHO Klassik award Konzerteinspielung des Jahres (categorie muziek van voor 1800).[68]
- 2017 - ECHO Klassik award Konzerteinspielung des Jahres (categorie muziek van voor 1800).[69]
- 2020 - Opernwelt magazine CD des Jahres voor Beethovens Leonore, met dirigent René Jacobs.[70]